# Bande latérale unique
Pour les articles homonymes, voir BLU, SSB et bande.
La bande latérale unique (BLU), en anglais : single-sideband modulation (SSB), est un mode de modulation pour la radio qui consiste en une modulation d'amplitude dans laquelle on a supprimé la porteuse et l'une des bandes latérales. Il ne subsiste donc qu'une seule bande latérale, d'où le nom de la technique. Grâce à son efficacité en occupation de spectre radioélectrique et en énergie émise, la BLU est surtout utilisée pour les liaisons de radiotéléphonie HF, MF, dans le domaine maritime, militaire, aviation ou radioamateur.

## Principe
L'émission à bande latérale unique est une évolution de la modulation d'amplitude dans laquelle la porteuse et une des bandes latérales sont supprimées.
Dans une émission à modulation d'amplitude idéale modulée à 100 %, la porteuse utilise 50 % de l'énergie émise, et chaque bande latérale 25 %, et le spectre occupé est d'environ deux fois le spectre de la modulation. Or une seule bande latérale suffit à restituer la modulation. C'est ce que l'on fait en BLU. Ainsi, alors que le spectre occupé par une émission en modulation d'amplitude est d'environ 6 kHz en HF, un canal BLU n'occupe que 2,5 kHz. Les deux avantages d'un spectre moitié, et de l'élimination des composantes « inutiles » donnent à la BLU une efficacité minimale de 8 fois celle de l'AM, (en rapport signal sur bruit reçu pour une puissance émise égale).
Une émission BLU doit être démodulée en multipliant le signal reçu par un signal sinusoïdal remplaçant la porteuse manquante, souvent appelé BFO (de l'anglais beat frequency oscillator). Cette porteuse recréée localement doit être exactement en phase avec la porteuse d'origine pour une restitution fidèle. La difficulté de recréer une porteuse en phase rend la restitution musicale difficile sans une porteuse vestigiale de référence, alors que la restitution de la voix est moins exigeante quant à la précision de la porteuse.
Il existe deux types de modulation BLU, selon la bande latérale supprimée : en mode BLI (bande latérale inférieure, en anglais : lower side band, LSB) c'est la bande inférieure qui est émise, alors qu'en BLS (bande latérale supérieure, en anglais : upper side band, USB), c'est la bande supérieure.

## Émetteur BLU

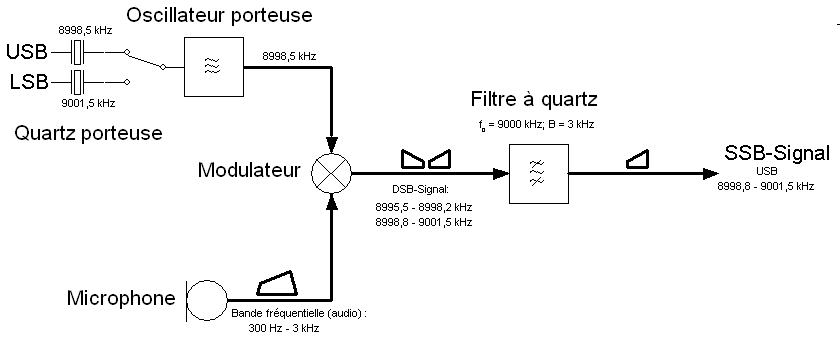
Synoptique d'un émetteur BLU.

Le schéma le plus simple d'un émetteur BLU comporte un modulateur d'amplitude, suivi d'un filtre à flancs raides en général à quartz sélectionnant la bande latérale à transmettre, puis un amplificateur.

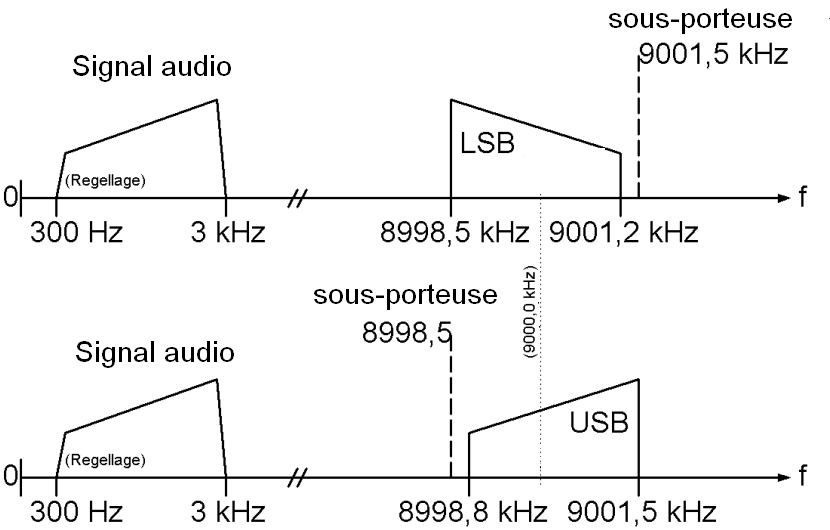
Spectre d'une émission BLU.

Ce schéma théorique pour une émission à une seule fréquence est rarement utilisé, la plupart des applications demandant un choix du canal, donc de la fréquence à transmettre. Il est remplacé par un schéma de type changement de fréquence, permettant d'effectuer modulation et filtrage raide à une fréquence fixe, puis de décaler la fréquence du signal dans un mélangeur grâce à un oscillateur local, en général synthétisé.
Le choix de la bande latérale conservée s'effectue par commutation de l'oscillateur de porteuse comme indiqué. La suppression de porteuse est obtenue conjointement par le filtre à flancs raides et par l'utilisation d'un modulateur équilibré.
L'amplification doit être linéaire, y compris les étages de puissance, et leur classe de fonctionnement adaptée.

## Écoute de la BLU
Les instabilités en fréquence de l'émetteur et du récepteur doivent être inférieures à 100 Hz pour permettre une démodulation sans distorsion grave de la voix. Ceci est assuré sans difficulté sur des canaux préréglés et avec des matériels professionnels précis, mais la réception des signaux BLU de fréquence porteuse inconnue sur un récepteur de trafic demande un réglage fin (parfois appelé syntonisation). Il s'effectue par le réglage de fréquence reçue (oscillateur local) si sa précision est suffisante, par un clarifieur, ou un ajustement du BFO. Cette gymnastique auditive et manuelle est rapidement maîtrisée par les opérateurs professionnels, les radioamateurs et radioécouteurs.

## Standards
Dans les bandes HF, MF, l'espacement des canaux limite la bande passante utilisable. Pour permettre une réception sans interférence due aux canaux voisins, une bande de garde doit être prévue entre émissions. Ainsi, dans la bande 1,6 à 26,310 MHz, les canaux en USB ont un espacement de 3 kHz pour le service maritime et pour le service aéronautique, la bande d'émission doit être limitée à 2,4 kHz.
| Modes SSB standard | Largeur de bande          | Réponse en fréquence | Identifiant UIT |
| ------------------ | ------------------------- | -------------------- | --------------- |
| Standard SSB       | (étroit) 300 Hz à 2,1 kHz | ~ 1,8 kHz            | 1K80J3E         |
| Standard SSB       | (moyen) 300 Hz à 2,4 kHz  | ~ 2,1 kHz            | 2K10J3E         |
| Standard SSB       | (large) 100 Hz à 2,8 kHz  | ~ 2,7 kHz            | 2K70J3E         |

Dans les bandes de fréquences moins encombrées, des modes à bande élargie, permettant une meilleure qualité de son et de voix, peuvent être utilisés :
| Modes SSB étendus | Largeur de bande       | Réponse en fréquence | Identifiant UIT |
| ----------------- | ---------------------- | -------------------- | --------------- |
| ESSB (étroit-1)   | Lo-Fi 100 Hz à 3,1 kHz | ~ 3 kHz              | 3K00J3E         |
| ESSB (étroit-2)   | Lo-Fi 80 Hz à 3,5 kHz  | ~ 3,42 kHz           | 3K50J3E         |
| ESSB (moyen-1)    | Mid-Fi 50 Hz à 4       | ~ 3,95 kHz           | 4K00J3E         |
| ESSB (moyen-2)    | Mid-Fi 50 Hz à 4,5 kHz | ~ 4,45 kHz           | 4K50J3E         |
| ESSB (large-1)    | Hi-Fi 50 Hz à 5 kHz    | ~ 4,95 kHz           | 5K00J3E         |
| ESSB (large-2)    | Hi-Fi 50 Hz à 6 kHz    | ~ 5,95 kHz           | 6K00J3E         |

## Variantes
La description ci-dessus s'applique à la BLU à porteuse supprimée, couramment utilisée en radiotéléphonie HF. D'autres variantes existent :
- l'émission à bande latérale réduite est utilisée dans la télévision terrestre, pour limiter l'occupation du spectre ;
- l'émission à porteuse résiduelle (vestigiale) est utilisée si la phase de la modulation doit être restituée précisément. À la réception, une boucle à verrouillage de phase permet de restituer la porteuse et de démoduler sans les distorsions de timbre propres à la BLU ;
- la BLU compressée (en anglais : companded) est utilisée pour augmenter l'efficacité de transmission, au détriment de la qualité de voix. Le schéma le plus courant consiste à passer la bande latérale filtrée dans un limiteur ou amplificateur logarithmique, suivi d'un second filtrage étroit ;
- la modulation à bandes latérales indépendantes permet de transmettre deux informations indépendantes, en général accompagnées d'une porteuse résiduelle, dans la bande passante d'une émission AM normale ;
- les stations qui font des émissions radiotélégraphiques Morse à bande latérale unique utilisent à cette fin la bande latérale supérieure[2]. Les fréquences spécifiées dans le présent Règlement pour des émissions des classes H2A et H2B telles que les fréquences 500 kHz et 8 364 kHz[3], sont utilisées comme fréquences porteuses.